# Archon, Aisne

Archon este o comună în departamentul Ain, Franța. În 1 ianuarie 2022 avea o populație de 77 de locuitori.